# Ungravity
Ungravity (en español: Sin gravedad) es el tercer álbum de estudio del grupo español de indie pop rock Love of Lesbian, y su último álbum en inglés. Grabado en el municipio barcelonés de El Prat de Llobregat, fue el primer álbum de la banda producido por Ricky Falkner, quien también produciría sus discos posteriores y en 2017 pasaría a ser miembro de apoyo de la banda. Fue publicado el 26 de mayo de 2003 por el sello francés Naïve Records.

## Lista de canciones
Todas las letras escritas por Santi Balmes, toda la música compuesta por Love of Lesbian (Balmes, Jordi Roig, Joan Ramón Planell y Oriol Bonet), excepto donde se indica. 
| N.º   | Título                                                                                | Música          | Duración |  |
| 1.    | «Hi to the Next Times»                                                                |                 | 3:00     |  |
| 2.    | «Satellites»                                                                          |                 | 2:36     |  |
| 3.    | «Scape»                                                                               |                 | 3:39     |  |
| 4.    | «Galaxy of Loneliness»                                                                |                 | 4:34     |  |
| 5.    | «Wall Poetry»                                                                         | Santi Balmes    | 1:34     |  |
| 6.    | «Love Song Nº79.899»                                                                  |                 | 8:06     |  |
| 7.    | «Life on Cinemascope» (con Desirée)                                                   |                 | 3:15     |  |
| 8.    | «White Day»                                                                           |                 | 1:53     |  |
| 9.    | «Radio in my Brain»                                                                   |                 | 3:54     |  |
| 10.   | «Macba Girl» (con Desirée)                                                            |                 | 4:09     |  |
| 11.   | «Galaxy of Dawning Men»                                                               |                 | 2:30     |  |
| 12.   | «Ungravity (Still Amazed by the Stars)» (incluye el tema oculto "Satellites Reprise") | Love of Lesbian | 7:50     |  |
| 47:06 |                                                                                       |                 |          |  |

## Créditos
Créditos procedentes del libreto del álbum.
Love of Lesbian
- Santi Balmes - Voz, coros, guitarra acústica, guitarra eléctrica, teclados, producción
- Jordi Roig - Guitarra eléctrica, guitarra acústica, sintetizador, producción
- Joan Ramón Planell - Bajo eléctrico, bajo acústico, sintetizador, producción
- Oriol Bonet - Batería, percusiones, programaciones, octapad, producción

Otros músicos
- Julián Saldarriaga - Guitarra acústica (canción 2)
- María Asensio - Violín (canciones 6 y 7)
- Desirée García - Voz (canciones 7 y 10)
- Josep Maria Baldomà “Baldo” - Teclados (canciones 1, 2, 6 y 10), acordeón (tema oculto)
- Andreu - Trompeta (canciones 5 y 6)
- Piti Elvira - Guitarra, voz (canción 9)
- Damià Bosch - Saxofón (canciones 4 y 6)
- Borja Duñó - Armónica (canción 11)

Personal
- Ricky Falkner - Arreglos, producción
- Josema Rubio - Ingeniero de sonido, mánager personal
- Gonçal Planas - Auxiliar de sonido